# Motorneuron
Et motorneuron er en nervecelle (neuron) hvis cellekrop er lokaliseret i rygmarven, og hvis fiber (axon) rager ud fra rygmarven for direkte eller indirekte at kontrollere effektororganer, hovedsageligt muskler og kirtler. Motorneuroners axoner er efferente nervefibre der bærer signaler fra rygmarven til effektorerne for at producere effekt. Typer af motorneuroner er α-motorneuroner, β-motorneuroner og γ-motorneuroner.
Der er øvre motorneuroner og nedre motorneuroner, med celletypen beskrevet ovenfor værende en nedre motorneuron. Øvre motorneuroner er corticospinale interneuroner, der opstår i motorcortex og løber ned til rygsøjlen hvor de aktiverer de nedre motorneuroner gennem synapser. Termen 'motorneuron' er normalt kun brugt om efferente neuroner, der faktisk innerverer muskler (de nedre motorneuroner).
En enkelte motorneuron kan innervere mange muskelfibre og en muskelfiber kan undergå mange aktionspotentialer i den tid det tager for en enkelt muskel at trække sig sammen. Som resultat heraf, hvis aktionspotentialet ankommer før en sammentrækning er fuldendt, kan sammentrækningerne lægges oven i hinanden. Dette gør at kraften er større end hvis det var en enkelt sammentrækning. En tetanisk kontraktion skyldes en konstant, meget højfrekvent stimulation - aktionspotentialer kommer med så høj en hastighed at individuelle sammentrækninger ikke kan skelnes fra hinanden, hvorfor spændingen stiger støt, for til sidst at nå et plateau.